# Ferndale Colliery
Ferndale Colliery, auch Blaenllechau, hieß ein Steinkohlebergwerk im Rhondda Valley in Wales. Es wurde 1857 vom Bergwerkspionier David Davis gegründet.

## Geschichte

### Errichtung des Bergwerks
Der Geschäftsmann David Davis begann 1857 mit der Errichtung eines Kohlebergwerks im oberen Tal des Rhondda Fach. Die Errichtung des Bergwerks verlief schwierig, da das abgelegene, hochgelegene Tal nicht über eine Straße erreichbar war und sämtliche Maschinenteile und Geräte mit Packpferden von Aberdare herantransportiert werden mussten. Sein Versuch, den Flöz No. 3 Rhondda zu erreichen, scheiterte. Davis Sohn Lewis Davis übernahm die weitere Errichtung des Bergwerks, er erreichte 1862 eine Tiefe von 254 m. Die dort gefundene Kohle übertraf die Qualität der in Aberdare geförderten Kohle, so dass auch Schacht 1 weiter abgeteuft wurde, bis zwei weitere Flöze erschlossen wurden. Inzwischen war die Taff Vale Railway bis Blaenllechau verlängert worden, sodass 1862 die erste Kohle von Ferndale nach Cardiff transportiert werden konnte.
Um das Bergwerk entstand in den nächsten Jahren die Bergarbeitersiedlung Ferndale. Besonders in den ersten Jahren kam es im Bergwerk zu zahlreichen, oft tödlichen Unfällen unter den Bergleuten. Dazu wurde das Bergwerk von zwei größeren Katastrophen getroffen, bei denen zusammen 231 Bergleute starben.

### Das Unglück von 1867
Am 8. November 1867 kam es in Schacht 1 zu zwei schweren Grubengasexplosionen, bei der 178 Bergleute, darunter auch Kinder und Jugendliche, ums Leben kamen. Es dauerte einen Monat lang, bis alle Leichen geborgen waren. Nach den Untersuchungen der Bergbaubehörde war Nachlässigkeit der Betreiber für die Katastrophe verantwortlich. Wahrscheinlich lösten entgegen den Vorschriften offen brennende Grubenlampen die Explosion aus.
Da in der kleinen Bergbausiedlung viele Familien mehr als ein Todesopfer zu beklagen hatte, wurde unter Leitung des Abgeordneten Richard Fothergill ein Unterstützungsfonds für die Hinterbliebenen eingerichtet.

### Das Unglück von 1869
Keine zwei Jahre nach dem ersten Unglück kam es am 10. Juni 1869 zu einer weiteren schweren Grubengasexplosion in Schacht 1, bei der 53 Bergleute ums Leben kamen. Die Untersuchung der Bergbaubehörde konnte nicht mehr die Unglücksursache ermitteln. Da die Sicherheitsbestimmungen nach dem ersten Unglück verschärft worden waren, vermuteten die Behörden, dass die hohe Qualität der abgebauten Kohle, die die der anderen Bergwerke der Region übertraf, für den hohen Austritt von Grubengas verantwortlich war. Das Gas hätte sich in einem nicht in Betrieb befindlichen Flöz gesammelt und strömte dann in ein tiefer gelegenes, in Betrieb befindliches Flöz, wo es zur Explosion gekommen war. Obwohl die Sicherheitsbestimmungen verbessert worden waren, kritisierten die Bergwerksbetreiber die Betriebsleitung, da nicht alle nach der ersten Katastrophe abgegebenen Empfehlungen umgesetzt worden waren. Besonders die Bewetterung des Bergwerks sei nicht ausreichend gewesen und hätte vermutlich das zweite Unglück verursacht.
Durch die beiden Katastrophen wurde der Schacht 1 des Bergwerks der Schacht mit den meisten tödlichen Unfällen im gesamten Rhondda Valley, und das bislang prosperiende Bergwerk hatte über lange Jahre in der Öffentlichkeit einen schlechten Ruf, so dass der Bergwerksbesitzer Lewis Davis selbst nach Ferndale zog, um den Betrieb zu überwachen. Danach blieb das Bergwerk von weiteren Katastrophen verschont, dennoch kam es auch in den Folgejahren zu zahlreichen weiteren Unglücken. Allein im Laufe des Jahres 1896 kam es zu dreizehn tödlichen Unfällen in dem Bergwerk. 1908 verunglückte der Bergmann Thomas Chester, der 1879 einer der überlebenden Soldaten der Schlacht um Rorke’s Drift in Südafrika war, in dem Bergwerk tödlich.

### Weitere Geschichte
Bis 1889 wurden fünf Schächte angelegt, in denen 1908 fast 3500 Bergleute beschäftigt waren. Die nah beieinander liegenden Schächte 1 und 5 erreichten eine Tiefe von über 360 m. 1930 wurde das Bergwerk mit anderen Bergwerken zur Welsh Associated Collieries zusammengeschlossen, die 1936 in Powell Duffryn aufgingen. 1946 wurde das Bergwerk wie alle walisischen Bergwerke verstaatlicht. Der Abbau in den Schächten 2 und 4 war bereits vor dem Zweiten Weltkrieg eingestellt worden, 1959 wurde das Bergwerk endgültig geschlossen.
Zur Erinnerung an die Opfer der Grubenunglücke wurde 1988 ein Denkmal am Standort der ehemaligen Schächte 1 und 5 errichtet.